# Museu Pedagógico José Pedro Varela
O Museu Pedagógico José Pedro Varela está localizado nas proximidades da Praça de Cagancha, região central de Montevidéu, Uruguai. Este museu é especializado em pedagogia. Como a maioria dos museus no Uruguai, a entrada é gratuita.

## História
O museu foi fundado em 25 de janeiro de 1889 em decorrência da Reforma Vareliana, a reforma educacional uruguaia promovida por José Pedro Varela, cujos fiéis princípios foram: Gratuidade, Secularismo e Obrigatoriedade. Este lugar foi criado como um local de estudo para o magistério nacional. Possui serviços de biblioteca para pesquisas, sala de conferências e concertos. Entre os seus objetivos está o de "divulgar e preservar o acervo museográfico referente à área educacional".

## Acervo
Possui em seu acervo:
- 5.000 objetos museísticos
- 6.500 livros e publicações periódicos
- 2.000 fotografias
- 200 moedas e medalhas
- 500 diapositivos
- 100 lâminas de vidro,
- manuscritos e autógrafos originais de cientistas e personalidades da educação.